# 山崎亮
山崎 亮（やまざき りょう、1973年9月9日 - ）は、関西学院大学建築学部　教授,日本の造園家、博士（工学, 2013年, 東京大学）、ランドスケープデザイナー。コミュニティデザイナー。 株式会社studio-L代表。元京都造形芸術大学教授。元東北芸術工科大学教授、同大学デザイン工学部コミュニティデザイン学科初代学科長。
公共空間のデザイン、プログラムデザインやプロジェクトマネジメントに携わる。
街の幸福論ーコミュニティデザインを考える
などの話も。

## 略歴・人物
- 1973年 愛知県に生まれる。
- 1992年 名古屋市立名東高等学校卒業。
- 1992年 大阪府立大学農学部入学。ランドスケープデザインを学ぶ[1]。
- 1995年 ロイヤルメルボルン工科大学環境デザイン学部留学（ランドスケープアーキテクチュア学科）。
- 1997年 大阪府立大学農学部卒業（緑地計画工学専攻）。
- 1999年 大阪府立大学大学院農学生命科学研究科修士課程修了(地域生態工学専攻）。
- 1999年 株式会社エス・イー・エヌ環境計画室入社。
- 2005年 株式会社エス・イー・エヌ環境計画室退社。
- 2005年 studio-L設立。
- 2006年 株式会社studio-L設立。
- 2013年 東京大学大学院博士後期課程修了。博士（工学）

現在、関西学院大学建築学部教授、 株式会社studio-L代表取締役。株式会社 山崎亮事務所代表(芦屋)。慶応義塾大学特別招聘教授。
博士（工学）。技術士建設部門（都市および地方計画）。1級造園施工管理技士。

## 仕事
コミュニティデザイン
- 兵庫県飾磨郡家島町（現・姫路市）：まちづくり
- 兵庫県立有馬富士公園：パークマネジメント
- 島根県隠岐郡海士町：第四次海士町総合振興計画「島の幸福論」「海士町をつくる24の提案」
- 鹿児島県鹿児島市 マルヤガーデンズ：コミュニティデザイン

イベント・企画
- 雑誌『OSOTO』の企画編集（副編集長）。現在はWeb版へ移行。
- 生活造形ラボプロジェクト「子どものシアワセをカタチにする」（協同：博報堂生活総合研究所）
- 水都大阪2009「水辺の文化座」：制作サポーター全体管理

## 書籍

### 著書
単著
- 『コミュニティデザイン 人がつながるしくみをつくる』（2011年4月26日、学芸出版社）ISBN 9784761512866
- 『ソーシャルデザイン・アトラス 社会が輝くプロジェクトとヒント』（2012年8月3日、鹿島出版会）ISBN 9784306045804
- 『コミュニティデザインの時代 自分たちで「まち」をつくる』（2012年9月24日、中央公論新社 中公新書）ISBN 9784121021847
- 『ハードワーク！グッドライフ！ 新しい働き方に挑戦するための6つの対話』（2014年10月1日、学芸出版社）ISBN 9784761525774
- 『ふるさとを元気にする仕事』（2015年11月7日、筑摩書房 ちくまプリマー新書）ISBN 9784480689481
- 『コミュニティデザインの源流 イギリス篇』（2016年4月23日、太田出版）ISBN 9784778315146
- 『縮充する日本 「参加」が創り出す人口減少社会の希望』（2016年11月1日、PHP研究所 PHP新書）ISBN 9784569827377
- 『地域ごはん日記 コミュニティデザイナーのおいしい旅』（2017年1月1日、パイインターナショナル）ISBN 9784756248145
- 『ケアするまちのデザイン 対話で探る超長寿時代のまちづくり』（2019年3月28日、医学書院）ISBN 9784260036009
- 『地域ごはん日記 おかわり 食べながら未来のことを語ろう』（2022年9月9日、建築ジャーナル）ISBN 9784860351205

共著
- 『ランドスケープデザインの歴史』（共編著:武田史朗 長濱伸貴）（2010年10月1日、学芸出版社）ISBN 9784761531874
- 『つくること、つくらないこと 町を面白くする11人の会話』（共編著:長谷川浩巳）（2012年2月15日、学芸出版社）ISBN 9784761512958
- 『まちの幸福論 コミュニティデザインから考える』（共著者:NHK「東北発☆未来塾」制作班）（2012年5月25日、NHK出版）ISBN 9784140815441
- 『幸せに向かうデザイン 共感とつながりで変えていく社会』（共編著:永井一史・中崎隆司）（2012年5月25日、日経BP社）ISBN 9784822266981
- 『藻谷浩介さん、経済成長がなければ僕たちは幸せになれないのでしょうか?』（共著者:藻谷浩介）（2012年6月29日、学芸出版社）ISBN 9784761513092
- 『コミュニケーションのアーキテクチャを設計する 藤村龍至×山崎亮対談集』（共著者:藤村龍至）（2012年7月13日、彰国社）ISBN 9784395241118
- 『まちへのラブレター 参加のデザインをめぐる往復書簡』（共著者:乾久美子）（2012年9月12日、学芸出版社）ISBN 9784761525385
- 『クリエイティブリユース 廃材と循環するモノ・コト・ヒト』（共著者:大月ヒロ子 中台澄之 田中浩也 伏見唯）（2013年8月30日、milegraph）ISBN 9784990543624
- 『ニッポンのジレンマぼくらの日本改造論』（共著者:藤村龍至 古市憲寿 西田亮介 開沼博 藤沢烈 河村和徳 NHK Eテレ「ニッポンのジレンマ」制作班）（2013年9月13日、朝日新聞出版 朝日新書）ISBN 9784022735225
- 『森ではたらく！ 27人の27の仕事』（共編著:古川大輔）（2014年5月15日、学芸出版社）ISBN 9784761513399
- 『日本のカタチ2050 「こうなったらいい未来」の描き方』（共著者:竹内昌義 馬場正尊 マエキタミヤコ）（2014年8月1日、晶文社）ISBN 9784794968555
- 『3.11以後の建築：社会と建築家の新しい関係』（共著者:五十嵐太郎）（2014年11月1日、学芸出版社）ISBN 978-4-7615-2580-4
- 『山崎亮とstudio-Lが作った問題解決ノート』（共著者:studio-L）（2015年12月21日、アスコム）ISBN 9784776207689
- 『まちづくりの仕事ガイドブック まちの未来をつくる63の働き方』（共著者:饗庭伸 小泉瑛一）（2016年9月1日、学芸出版社）ISBN 9784761513634
- 『僕らの社会主義』（共著者:國分功一郎）（2017年7月1日、筑摩書房 ちくま新書）ISBN 9784480069733
- 『ローカルメディアの仕事術 人と地域をつなぐ8つのメソッド』（共著者:幅允孝 多田智美 原田祐馬 原田一博 成田希 小松理虔、編著:影山裕樹）（2018年5月10日、学芸出版社）ISBN 9784761526795
- 『楽しい公共空間をつくるレシピ プロジェクトを成功に導く66の手法』（共編著:平賀達也 泉山塁威 樋口トモユキ 西田司）（2020年7月18日、ユウブックス）ISBN 9784908837081

### 関連書籍
- 『コミュニティデザイナー山崎亮とゆくコミュニティデザインの現場』（著者:渡辺直子）（2013年2月1日、繊研新聞社）ISBN 9784881242759

## 取材・寄稿
テレビ
- 情熱大陸（2011年5月29日付放送）
- 東北発☆未来塾キックオフ「夢を描くチカラ」（2012年3月11日付放送）
- 日経スペシャル カンブリア宮殿 日本再生の救世主 必要なのはハコモノじゃない！新コミュニティを構築するプロの技！（2013年1月31日、テレビ東京）[1]
- NEWS WEBネットナビゲーター第2期生（2013年度火曜日）

雑誌（連載）
- 『LANDSCAPE DESIGN』（No.66～76、マルモ出版） 「状況のつくり方」
- 『住宅特集』（vol.279,280、新建築社）「まち居住」
- 『OSOTO』（vol.01～06、（財）大阪府公園協会）「SOTO-MONO」

雑誌（インタビュー）
- 『pen』（阪急コミュニケーション）

No.278 「特集：人のつながりが未来を変える、コミュニティ・デザイン」P94-97
No.306 「特集：新世代リーダー論：壊れた“人のつながり”を、日本各地で再生する」p52-53
- 『新世代建築家デザイナー100』（エクスナレッジ）P93

雑誌（報告）
- 『LANDSAPE DESIGN』（マルモ出版）

No.76　特集「都市緑化とリノベーション」「デザインとマネジメントのコラボレーション」P11
No.76　特集「都市緑化とリノベーション」「ハイラインのパークマネジメント」P12-13
No.73　特集「小さな町のまちづくり」「ハイラインのパークマネジメント」P12-13
- 『季刊まちづくり』（学芸出版社）

vol.29「民間企業が地域のためにできること：鹿児島市・コミュニティ商業施設の試み」P43-47
- 『建築リノベーション事例と実務』（日系BP社）

「ターゲットは百貨店に興味のない人たち」P209-212
- 『日経アーキテクチャー』（日経BP社）

2010年6月号「地元力を上げる施設再生　事例1マルヤガーデンズ」P28-33
2010年6月号「座談会（マルヤガーデンズ関係者）」P34-39
- 『OSOTO』（（財）大阪府公園協会）

vol.06「日比谷パティオ」P32-33
vol.05「土に触りながら自分の天職を発揮する」P17-18、「探られる島」P52-53
vol.04「公園で社会の問題を解決する人たち」P30-33、「新しい公園の『つくりかた』」P34-39、「旅行してでも行きたい！11の公園」P40-43
vol.03「庭園における『愛の空間』」P30-33
vol.00「屋外へ仕事を持ち出そう！Traveling COW BOOKS」P40
- 『LIVING DESIGN』（リビング・デザインセンター）

Vol.56「デザインが生み出す静寂の空間、ホスピタルパーク『ひとりになれる庭』」P34-35
- 『建築ジャーナル』（建築ジャーナル）

No.1144「国産材をつかった家具づくりスクールの準備：製材所に『ねどこ』をつくる」P45
No.1123「Books『遅さとしての建築文化』」
- 『O-cube』（（株）リビング・デザインセンター）

vol.144「人口減少時代のグランドデザイン」P11-12
vol.140「モノのデザインからコトのデザインへ：エクスパンディングしていくランドスケープアーキテクトの仕事」P11-12
- WEB（寄稿・連載）
- 経済産業省 まちづくり情報サイト 街元気「コミュニティ・デザインでまちを元気に」その２
- 経済産業省 まちづくり情報サイト 街元気「コミュニティ・デザインでまちを元気に」その１
- エナジーラボ『実践!街創りゼミ』2009 年第 3 期　「まちの幸福論」
- OSOTO WEB（（財）大阪府公園協会）
- INLIFE 社長対談「studio-L代表 山崎亮」

## 出演講演・トークイベント
- 特別授業「山崎亮の仕事術」（2010.11.02）

マルモ出版＆リクルート住宅総研共同主催
USTREAM録画
0102:0304:05
- 横浜市都市デザイン研究会（2010.11.01）
- しこく編集学校（2010.10.25）

講座2「住民参加で地域を編集するには、どうしたらいいだろう。」
- 建築夜学校2010（2010.10.08）

「都市の構造転換を考える」
速水健朗×山崎亮×八束はじめ×東浩紀×藤村龍至 togetterまとめ＞
- 建築系ラジオ（2010.05.01）

山崎亮：稲田夫妻インタビュー「場所をつくることをめぐって」
- リノベーションシンポジウム大阪（2010.03.09）

USTREAM録画
基調講演－第1部－第2部
第3部
- 日本のカタチ2050
- 建築系ラジオ（2010.02.24）

西村浩×山崎亮　「自走力のデザインメソッド」01020304